# Сан-Лукас (Чьяпас)
Сан-Лукас (исп. San Lucas) — посёлок в Мексике, штат Чьяпас, входит в состав одноимённого муниципалитета и является его административным центром. Численность населения, по данным переписи 2020 года, составила 4998 человек.

## Общие сведения
Название San Lucas дано в честь Святого Луки.
Поселение было основано в 1540 году европейскими миссионерами для евангелизации местных народов чьяпанеки и цоцили.
В 1778 году деревня Сан-Лукас упоминается в принадлежности к приходу Тотолапы.
13 февраля 1934 года губернатор Викторио Грахалес, избавляясь от имён святых в названиях населённых пунктов, переименовал поселение в Эль-Сапоталь (исп. El Zapotal).
23 августа 1972 года губернатор Мануэль Веласко Суарес вернул посёлку прежнее название.